# اسم مفعول
اسم المفعول هو اسم مشتق من حروف الفعل المنصرف المبني للمجهول، ويدل على الواقع عليه الفعل نحو مضروب من ضَرَب يضرب. وسماه يأتي على وزن مفعول إذا كان الفعل ثلاثيا وإذا كان الفعل غير ثلاثي فنصرفه في المضارع مع إبدال حرف المضارعة ميما مضمومة وفتح ما قبل آخره. أمثلة «حكم القاضي محترم».

## أنواع اسم المفعول
هناك نوعان: مشتق من الفعل غير الثلاثي، ومشتق من الفعل الثلاثي.
- لاشتقاق اسم المفعول من الفعل الثلاثي:

من السهل اشتقاق اسم المفعول من الفعل المضارع، حيث يبدل حرف المضارع بميمٍ مفتوحة، على سبيل المثال: (دعا) يَدْعو- مَدعو، (باع) يبيع- مَبيع. ومن الجدير بالذكر أن الفعل إذا كان ناقصاً (أي آخره حرف علة) فيشدّد حرف العلة، نحو (قضى) يَقضي- مقضيّ.
- لاشتقاق اسم المفعول من الفعل غير الثلاثي:

يمكن الاستعانة بالمضارع للاشتقاق أيضاً، وذلك بإبدال حرف المضارعة إلى ميمٍ مضمومة وفتح ما قبل الحرف الأخير. من الأمثلة على ذلك: (أنتَج) يُنتِج- مُنتَج، (استشار) يُستشار- مُستشار.